# Regiones quattuor

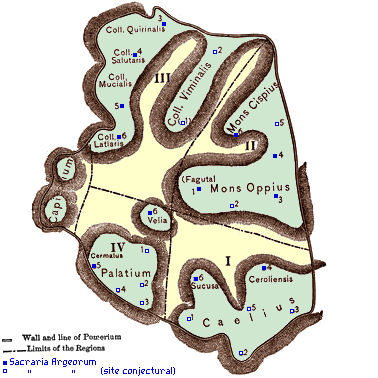
Plan approximatif des quatre régions selon Samuel Ball Platner.

Les Regiones quattuor sont les quatre « régions » entre lesquelles la ville de Rome était divisée sous la République.
D'après Varron, la ville de Rome ceinte par le mur servien comprenait le Capitole (Capitolium), l'Aventin (Aventinum) et le reste de la ville (Reliqua Urbis loca). Celui-ci était divisé en vingt-sept parties distribuées entre quatre régions : la première était appelée Suburane (I) ; le deuxième, Esquiline (II) ; la troisième, Colline (III) ; la quatrième, Palatine (IV).
La division de la ville en quatre régions est restée en vigueur jusqu'à la réorganisation d'Auguste.

## Prima regio: Suburana
La première région comprenait le Caelius.

## Secunda regio: Exquilina
La deuxième région comprenait deux sommets de l'Esquilin : l'Oppius (Oppius mons) et le Cespius.

## Teria regio: Collina
La troisième région contenait cinq collines :
- Le Viminal ;
- Le Quirinal, qui comprenait le Quirinal proprement dit, le Salutaire, le Martial, le Latiaire.

## Quarta regio: Palatina
La quatrième région comprenait le Palatin, le Germal et les Vélies.